# ディア マイン
『ディア マイン』は、高尾滋による日本の少女漫画作品。2000年から2001年にかけて白泉社発行の『花とゆめ』に掲載された。単行本は全4巻。

## あらすじ
小学生の時に大好きな父を亡くしたが、つましくも幸せな生活を送っていた女子高生―倉田咲十子（くらた さとこ）。ところがある日、アパートに帰ると部屋はもぬけの殻で、咲十子の母―倉田 三津子（くらた みつこ）は急遽引っ越したという。呆然とする咲十子の前に、迎えとして現われたスーツ姿の青年―藤田 鋼十郎（ふじた こうじゅうろう）は、三津子の勤務先であった会社が潰れ、連帯保証人として一億円の借金を負ってしまったこと。三津子の古い知人である大金持ちの社長令息が、借金を肩代わりすると申し出ていること。実はそれが、三津子と先代社長との約束による咲十子の許婚であることを告げた。途方に暮れる咲十子がその広大な屋敷で対面したのは、昼に食事を共にしたわずか10歳の天才少年―和久寺 風茉（わくでら ふうま）だった。

## 登場人物
倉田 咲十子（くらた さとこ）
声 - 山崎和佳奈
県立丸猫高等学校1年B組に在籍する、16歳の主人公。
会社社長であった父を幼くして亡くし、三津子と2人暮らし。働きに出る三津子に代わって家事を取り仕切っており、特に料理は大の得意。その腕を活かし、買い食いに飽きた友人達から材料費を貰うことで、昼食用の手作り弁当を提供している。前向きで優しく、倹約家。そのふわふわとした母性溢れる性格から、風茉の弟―寿千代にもすぐに懐かれ、よく面倒を見ている。父の形見の子供用の指輪を大事にしており、普段はチェーンに通してペンダントにしている。突如知らされた10歳の許婚の存在に戸惑いながらも、借金の肩代わり以降、風茉の屋敷で暮らすようになる。
和久寺 風茉（わくでら ふうま）
声 - 高山みなみ
和久寺財閥の、まだ10歳の現総帥。
両親亡き後、その遺言と叔父と祖母の後ろ盾によって、9歳にして和久寺の全権を託された少年。庶民出を理由に、遡れば旧大名家にまで行き着く和久寺家の血統を重視する親族から、ずっと蔑まれて来た母により厳しい英才教育を施されて来た。そのため、咲十子の家庭教師も楽々こなすほどに知能が高く、記憶力に長け、経営手腕にも優れる。逆に通学経験などの一般的な10歳児としての子供らしい体験に乏しく、キャッチボールや遊園地については無知。クールで大人びているが、人付き合いに不慣れなのもあり、咲十子の扱いには苦戦している。口調は横柄だが、ずっと好きだった咲十子を喜ばせたいと、いつも奮闘している。高所恐怖症。母の忘れ形見である寿千代は、数少ない味方として可愛がり、心許せる相手。
和久寺 寿千代（わくでら ひさちよ）
声 - 竹内順子
2歳になる風茉の弟。
年に似合わぬ行動力の持ち主で、たった一人で遠距離も移動してしまう。気に入った女性は全員「ママ」と呼ぶ癖がある。舌足らずでまだ滑舌が悪く、喋り方は独特で幼い。無邪気に風茉を慕い、咲十子にもよく懐いている。そのため、風茉の屋敷に下宿後は、咲十子が頻繁に面倒を見ている。
和久寺 一美（わくでら かずみ）
声 - 高橋美佳子
風茉と同じ10歳になる従兄妹で、和久寺家が認める許嫁。
風茉の世襲を賛成する、数少ない後見人の一人として、その成人まで総帥代理を務めている風茉の父の弟の娘。祖母を始めとした和久寺一族により、許嫁として教育されている美少女。姫カットにした、美しいストレートの黒髪をしている。勝気で意地っ張り、咲十子のような『あんまり美人でない子が好み』というフェミニスト。幼少時は一美の守り役でもあった鋼十郎に、ずっと想いを寄せていることから少しでもよく見せようと、多大な猫かぶりをしている。そのため、鋼十郎が風茉の側近になって以降は、幼心に鋼十郎を取られたという思いから、風茉苛めをライフワークにするようになった。が、現在では九鉄曰く、条件反射。側近である九鉄には「一姫」と呼ばれている。
藤田 鋼十郎（ふじた こうじゅうろう）
声 - 松本保典
代々和久寺家を主と仰ぐ藤田家の次男で、九鉄（こてつ）の双子の弟。風茉の秘書。
いつもスーツ姿の慇懃な言動の紳士であり、仕事においては有能。が、実は幼児嗜好家で、特に寿千代の愛くるしさにはメロメロ。寿千代以外にも、風茉の幼少時の写真も撮り溜めており、秘蔵コレクションとして保管している。生まれてすぐに守り役に抜擢され、教育係も務めた風茉には「ハガネ」と呼ばれており、咲十子もそれに倣ってさん付けで呼んでいる。九鉄と性格は正反対だが、顔は瓜二つ。藤田家は、和久寺家が大名家であった頃からの筆頭家老家で、今も和久寺家に仕える家柄。
藤田 九鉄（ふじた こてつ）
声 - 松本吉朗
藤田家の長男で、鋼十郎の双子の兄。
軟派な軽い性格で、女好き。風茉と一美の誕生時、鋼十郎と共に守り役に抜擢され、3歳で正式に主を決める際、どちらに仕えるかを鋼十郎と決めて以来、ずっと一美に仕えている。しかし実は、当時風茉の母―和久寺 万里（わくでら まり）に恋心を抱いており、側に居る自信がなかったことから、風茉に仕えるのを拒否している。通称「テツ」。
和久寺 浪砂（わくでら ろうざ）
フリルとレースの少女趣味な服装を好む、風茉と一美の祖母。
純日本人ながら、イギリス生まれのイギリス育ちであったことで不思議な日本語を話す老女。過激派のテロリストとの結婚経験があり、伝統や名産品に弱い変わり者。その立場と猪突猛進で過激な性格から、一族では恐れられている。風茉の世襲には賛成しているが、息子が定めた咲十子との婚約は、咲十子や三津子のためにも承服しかねている様子。風茉達の山口旅行へ乗り込み、咲十子に婚約破棄を迫る。
和久寺 八宵（わくでら やよい）
上流思考を嫌う、荒唐無稽な一美の母。
いつも適当な格好をした、吊り目の女性。祖父は湘南や葉山に数々の別荘を持っていた元華族だが、没落して団地住まい。兄がある会社の社長令嬢に婿入りして逆玉の輿に乗ったことで、家柄と財産を持つ者として和久寺家への嫁入りを無事迎えられた。が、人品の優れた万里が蔑まれたことで劣等感を覚え、和久寺の親族やきらびやかな社交場を嫌っている。
倉田 三津子（くらた みつこ）
声 - 甲斐田ゆき
咲十子の母親。昔、風茉の父である前総帥の秘書として働いていた。その際に見初められて求婚されたものの、断り、お互いの子供を結婚させることを約束した。派手好きで頼りない一面もあるが、時折的確な発言で咲十子を導く。
大田 晃子（おおた あきこ）
咲十子の小学生時代の親友で、文通相手。
ショートカットをした、ひょうきんでお調子者な少女。中学に上る前に、父の海外赴任に付いて行ったN.Yで3年を過ごし、同じくN.Yに留学していた「おじさん」とアダ名している彼氏―国見 浩志（くにみ ひろし）と出逢う。国見との恋人付き合いのため、高校から日本へ戻って独り暮らしをしており、咲十子を誕生日会に招待した。特技はモノマネで趣味はゲーム、料理の腕は散々である。年上の国見に、いまいち彼女扱いされていないのではと少なからず不安を抱いている。風茉との対面の際はつい子供扱いしてしまい、風茉のジレンマを刺激してしまう。
国見 浩志（くにみ ひろし）
晃子の彼氏で、某商社の新入社員である23歳。
おっとりした青年で、その落ち着き過ぎた雰囲気から、晃子には「おじさん」とアダ名されている。年下の彼女を冷やかされるのが恥ずかしくて、職場には「晃子は姪」と言っている。

## ドラマCD
2001年11月28日にマリン・エンタテインメントから発売。

### キャスト
- 倉田 咲十子：山崎和佳奈
- 和久寺 風茉：高山みなみ
- 和久寺 寿千代：竹内順子
- 和久寺 一美：高橋美佳子
- 藤田 鋼十郎：松本保典
- 藤田 九鉄：松本吉朗
- 倉田 三津子：甲斐田ゆき
- チーフメイドの青井：長浜満里子
- メイド：中尾友紀・有園司

## 書籍情報

### 単行本
- 第1巻 ISBN 4592171810（2000年8月18日発行）
- 第2巻 ISBN 4592171829（2001年2月19日発行）
- 第3巻 ISBN 4592171837（2001年6月19日発行）
- 第4巻 ISBN 4592171845（2001年8月17日発行）

### 文庫本
- 第1巻 白泉社文庫 た 8-1（2008年7月15日発行）
- 第2巻 白泉社文庫 た 8-2（2008年7月15日発行）